# Мочалка (присілок)
Моча́лка (рос. Мочалка) — присілок у складі Таборинського району Свердловської області. Входить до складу Таборинського сільського поселення.
Населення — 22 особи (2010, 38 у 2002).
Національний склад населення станом на 2002 рік: росіяни — 95 %.